# The Teeth
The Teeth é uma banda de rock alternativo originada na cidade de Manila, nas Filipinas, em 1993.

## História
A banda foi formada em 1993 por Glenn Jacinto na posição de vocalista, Jerome Velasco como guitarrista, Pedz Narvaja no baixo e Mike Dizon na bateria. A banda alcançou o sucesso depois de lançar um single chamado Laklak, que falava de um conto de juventude enfurecida que se tornava mais um motivo para beber. O single liderou as paradas de sucesso na estação de rádio LA-105 por doze semanas. Com isso, em 1995, a banda assina um contrato com a Warner Music Philippines, e lançam seu primeiro álbum, o epônimo álbum auto-intutlado, no mesmo ano, que ganha dois discos de platina. O single Laklak foi regravado e atingiu o sucesso, gerando controvérsias com a letra da música, no entanto, a música ganha o prêmio de "Canção do ano" na premiação NU107 Rock Awards. Em 1996, a banda lança seu segundo single, Prinsesa, que ganha um videoclipe. Este mesmo videoclipe é rodado várias vezes na MTV Asia. Porém, em 1996, o vocalista Glenn Jacinto é hospitalizado devido a uma doença pulmonar, que o impossibilita de promover o álbum e fazer concertos durante um ano. O restante dos integrantes tentou encontrar outros cantores para substituir Jacinto, mas a química da banda foi se acabando. No entanto, em 1997, Glenn Jacinto se recupera, e volta ao Teeth, que naquele mesmo ano, grava e lança seu segundo álbum, Time Machine. O álbum vendeu o suficiente para conseguir um disco de platina, naquele mesmo tempo em que a cena de Rock Alternativo de Manila estava começando a se dissolver. Quando Pedz Narvaja saiu da banda e se mudou pros Estados Unidos, ele foi substituído por Andrew Sergio. Em 1999, a banda grava e lança seu terceiro álbum I Was A Teenage Tree, com o single Shooting Star que foi premiada como "Canção do ano" na premiação NU107 Rock Awards no ano 2000. Em 2003, uma coletânea, Dogs Can Fly (Teeth's Finest), é lançada.

## Atualmente
Em 1998, o baterista do Teeth, Mike Dizon, formou uma banda com o baterista do Eraserheads, Raimund Marasigan, o Sandwich. Em 2005, Dizon forma o Pedicab.
Depois da coletânea Dogs Can Fly (Teeth's Finest) ser lançada, Glenn Jacinto se mudou para a Califórnia e ele ainda faz seus shows ao vivo regularmente por lá.
Durante 2003, o frontman do Eraserheads, Ely Buendia, formou o The Mongols com o guitarrista do Teeth, Jerome Velasco, que mais tarde se juntou, também vindo do Teeth, ao baixista Andrew Sergio. Jerome Velasco saiu da banda em 2005 para começar o trabalho de produtor musical, a banda foi renomeada de Pupil. Entretanto, Velasco se manteve como co-escritor e produtor da música do Pupil, Beautiful Machines, do álbum de mesmo nome. E então, em 2007, Velasco se tornou o produtor-chefe do segundo álbum do Pupil, Wild Life.
Jerome e Dok também são integrantes da banda de Dreampop/Eletronica chamada Daydream Cycle, com o ex-vocalista do Pupil, Bogs Jugo, e o baixista do Rivermaya, Japs Sergio.
Depois do curto tempo de hiato, O Teeth está fazendo seus shows ao vivo sem a presença de Glenn Jacinto, e geralmente Andrew Sergio assume a posição dos vocais e algumas vezes, outros artistas como Ebe Dancel da banda Sugarfree. Sergio também canta músicas do Teeth na sua banda, Pupil.

## Integrantes
- Jerome Velasco - Guitarra (1993-atualmente)
- Andrew Sergio - Baixo (1993-atualmente), Vocais (2006-atualmente)
- Mike Dizon - Bateria (1993-atualmente)

## Ex-integrantes
- Glenn Jacinto - Vocais (1993-2003)
- Pedz Narvaja - Baixo (1993-1999)

## Discografia
- The Teeth (1995, Warner Music Philippines)
- Time Machine (1997, Warner Music Philippines)
- I Was A Teenage Tree (1999, Warner Music Philippines)
- Dogs Can Fly (Teeth's Finest) (2003, Warner Music Philippines)